# La signora Skeffington
La signora Skeffington (Mr. Skeffington) è un film del 1944 diretto da Vincent Sherman, tratto dal romanzo Mr Skeffington di Elizabeth von Arnim.

## Trama
1914. Fanny Trellis, donna famosa per la sua bellezza e per i numerosi pretendenti, è molto affezionata a suo fratello Trippy e farebbe qualsiasi cosa per aiutarlo. Fanny scopre che Trippy ha sottratto del denaro al suo datore di lavoro, l'uomo d'affari ebreo Job Skeffington, e lo sposa per salvare il fratello. Trippy, motivato da pregiudizi tra i quali l'avversione nei confronti di Skeffington per il fatto che è un ebreo, parte per andare a combattere in Francia durante la Prima Guerra Mondiale.
Nel frattempo Fanny dà alla luce una bambina, alla quale viene dato lo stesso nome della madre. Poco tempo dopo, Trippy muore in guerra, e Fanny vede il marito come il responsabile della disgrazia e decide di lasciarlo. A questo punto la donna comincia a condurre una vita mondana piuttosto libertina, circondata da un quartetto prediletto di giovani pretendenti. Rimasto solo, Job si consola con le sue segretarie. Quando Fanny lo scopre, lo ripudia, non considerando il fatto che la sua condotta non è da meno. La piccola Fanny, molto più affezionata al padre che non alla madre, prega Skeffington di portarla con sé in Europa. Inizialmente titubante, soprattutto per i pregiudizi che i due incontrerebbero all'estero, in quanto ebrei, Skeffington decide infine di acconsentire. Fanny è ben felice di liberarsi dalla responsabilità di crescere una figlia e rimane così a godersi la metà della fortuna lasciatale generosamente dal marito, senza più preoccuparsi dei due.
Con grande stupore e invidia dei suoi conoscenti (soprattutto le donne) il passare degli anni non scalfisce minimamente la sua bellezza, ma quando Fanny si ammala di difterite, il suo aspetto ne rimane devastato. Durante una festa alla quale invita i suoi vecchi amanti (e le loro mogli), i primi rimangono scioccati e le seconde rinfrancate, lasciandola profondamente turbata. Ironia della sorte, il suo ultimo giovane pretendente, Johnny Mitchell, si innamora della figlia, appena tornata dall'Europa a causa della presa di potere dei nazisti. I due si sposano e lasciano Fanny improvvisamente sola.
Il cugino di Fanny, George Trellis, che è sempre stato testimone del singolare egocentrismo di Fanny, d'improvviso le riconduce a casa il marito. I nazisti hanno sottratto a Skeffington ogni suo avere ed egli deve ora fare appello alla generosità di Fanny. L'orgoglio quasi impedisce a Fanny di ricevere il marito ma, quando finalmente si decide a farlo accomodare in salotto per l'incontro, lui le si avvicina e, inciampando, cade rivelando che, tra le sofferenze subite in Germania, vi è anche la perdita della vista. Fanny, singhiozzando con compassione, si precipita ad abbracciarlo. Lo prende sotto il braccio e lo guida per le scale dicendo alla cameriera che il signor Skeffington è tornato a casa. Egli, tanto tempo addietro, aveva detto a Fanny che “una donna è bella quando è amata”, e questa frase Fanny ripete quando il cugino, colpito dal suo nuovo atteggiamento, le dice che “non è mai stata più bella”. E finalmente ella comprende una grande verità sull'amore.